# Pierre A. Brouillette
Pour les articles homonymes, voir Brouillette.
Pierre A. Brouillette, né le 24 mai 1951 à Saint-Séverin, est un administrateur et un homme politique québécois.

## Biographie

### Jeunesse et formation
Pierre A. Brouillette a suivi des cours d'administration et de gestion d'entreprises au Cégep de Trois-Rivières, en 1979, et des cours en fiscalité municipale à l'École nationale d'administration publique en 1983.
De 1969 à 1973, il est employé de la Consolidated Bathurst de Trois-Rivières. Il devient propriétaire de Lavage Sani à partir de 1975 et de Lavage de la Mauricie à partir de 1984 en plus d'être également propriétaire d'immeubles.

### Carrière politique
Pierre A. Brouillette commence sa carrière au conseil municipal du Cap-de-la-Madeleine entre 1981 et 1985. Pendant ce temps, il est président de l'Association libérale de Champlain de 1982 à 1985 et président de l'Association libérale de la région Mauricie-Bois-Francs-Drummond en 1984. 
En 1985, il est élu député libéral de la circonscription de Champlain. Il est réélu en 1989 mais il est défait en 1994 et 2003.